# 페널티 에어리어

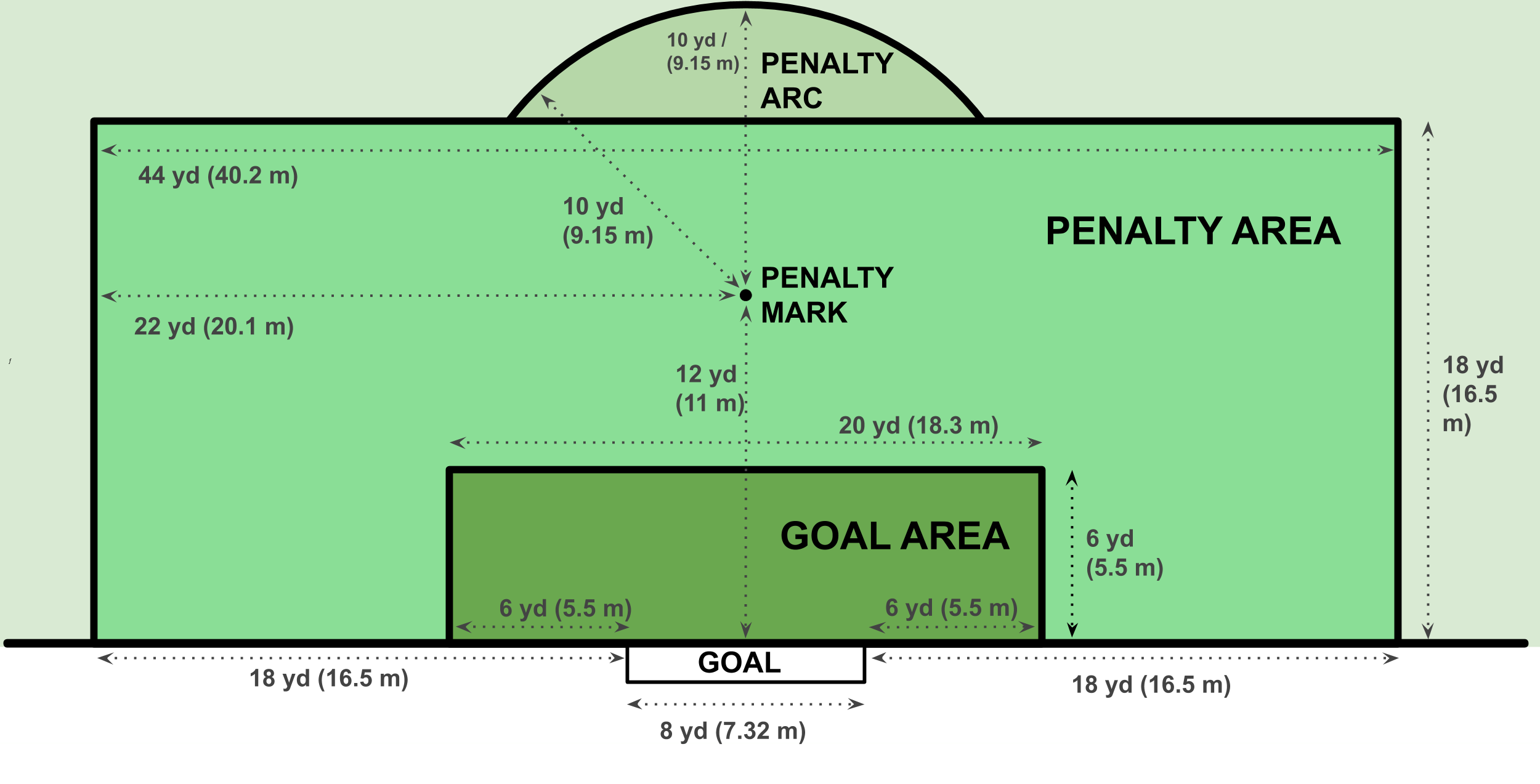
페널티 에어리어는 골문과 평행하게 표시된 페널티 박스 선과 페널티 아크로 구성되어 있으며, 그 안쪽의 더 작은 사각형 구역은 흔히 ‘6야드 박스’(골 에어리어)라고 불린다.

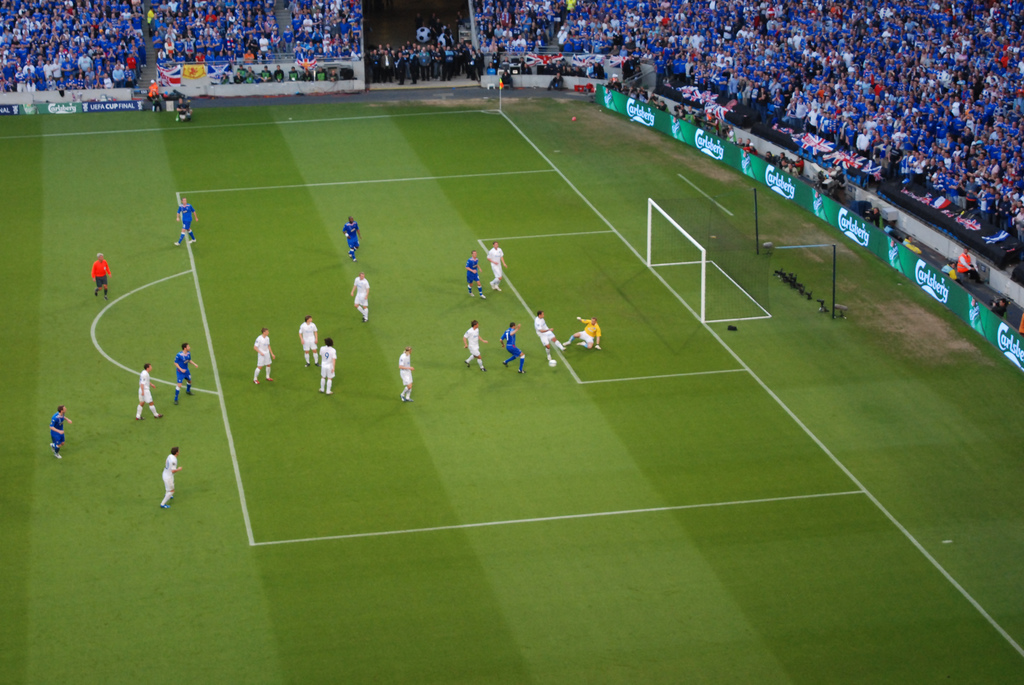
페널티 에어리어는 페널티 박스 표시와 페널티 아치형 부분에 해당한다.

페널티 에어리어(Penalty area)는 축구에서 수비팀이 반칙을 한 경우, 공격팀에게 페널티킥이 부여되는 지역이다. 비공식적으로 페널티 박스(Penalty box) 혹은 단순히 박스(Box) 등으로도 불린다.

## 같이 보기
- 승부차기